# Bataille de Sacsayhuamán
 (juillet 2021).
La mise en forme du texte ne suit pas les recommandations de Wikipédia : il faut le « wikifier ».
Les points d'amélioration suivants sont les cas les plus fréquents :
- Les titres sont pré-formatés par le logiciel. Ils ne sont ni en capitales, ni en gras.
- Le texte ne doit pas être écrit en capitales (les noms de famille non plus), ni en gras, ni en italique, ni en « petit »…
- Le gras n'est utilisé que pour surligner le titre de l'article dans l'introduction, une seule fois.
- L'italique est rarement utilisé : mots en langue étrangère, titres d'œuvres, noms de bateaux, etc.
- Les citations ne sont pas en italique mais en corps de texte normal. Elles sont entourées par des guillemets français : « et ».
- Les listes à puces sont à éviter, des paragraphes rédigés étant largement préférés. Les tableaux sont à réserver à la présentation de données structurées (résultats, etc.).
- Les appels de note de bas de page (petits chiffres en exposant, introduits par l'outil «  Source ») sont à placer entre la fin de phrase et le point final[comme ça].
- Les liens internes (vers d'autres articles de Wikipédia) sont à choisir avec parcimonie. Créez des liens vers des articles approfondissant le sujet. Les termes génériques sans rapport avec le sujet sont à éviter, ainsi que les répétitions de liens vers un même terme.
- Les liens externes sont à placer uniquement dans une section « Liens externes », à la fin de l'article. Ces liens sont à choisir avec parcimonie suivant les règles définies. Si un lien sert de source à l'article, son insertion dans le texte est à faire par les notes de bas de page.
- La présentation des références doit suivre les conventions bibliographiques. Il est recommandé d'utiliser les modèles {{Ouvrage}}, {{Chapitre}}, {{Article}}, {{Lien web}} et/ou {{Bibliographie}}. Le mode d'édition visuel peut mettre en forme automatiquement les références.
- Insérer une infobox (cadre d'informations à droite) n'est pas obligatoire pour parachever la mise en page.

Pour une aide détaillée, merci de consulter Aide:Wikification.
Si vous pensez que ces points ont été résolus, vous pouvez retirer ce bandeau et améliorer la mise en forme d'un autre article.
 (juillet 2021).
Si vous disposez d'ouvrages ou d'articles de référence ou si vous connaissez des sites web de qualité traitant du thème abordé ici, merci de compléter l'article en donnant les références utiles à sa vérifiabilité et en les liant à la section « Notes et références ».
Conquête de l'empire inca
Batailles
Bataille de Cajamarca — Bataille de Sacsayhuamán — Siège de Cuzco — Bataille d'Ollantaytambo — Bataille de Huarina
La bataille de Sacsayhuamán (16 mai 1536) est l'une des batailles au cours de laquelle les Espagnols, les Cusqueños (fidèles de l'Inca Manco Capac II) et les rebelles se sont battus. Un jour, la forteresse a été laissée sans protection par les Espagnols, qui l'avaient laissé aux indigènes Cañaris. Les hôtes de Cuzco en ont profité pour la prendre d'assaut, la gagnant après un long combat. Cela marqua le début du siège de Cuzco (qui a duré plusieurs jours et au cours duquel les troupes attaquantes comptaient entre 20 000 et 30 000 hommes, tandis que la ville était défendue par 180 espagnols et 15 000 Indiens Cañaris et Chachapoya, entre autres).
Hernando Pizarro regroupe ses hommes et consulte Páscac Inca, frère de Huayna Capac et oncle de l'empereur inca Manco Capac II, alors exilé, à propos de la prise de la forteresse, à laquelle l'indien accède. Aussitôt, le capitaine espagnol dirige ses troupes vers la route de la Cité des Rois nouvellement fondée, avec laquelle les Indiens pensaient que les Espagnols fuyaient, se précipitant à leur poursuite. Cependant, Hernando a habilement manœuvré en direction de la forteresse, l'atteignant après avoir éliminé tous ceux de Cuzco qui tentaient de lui barrer la route.

## Déroulement
Une fois le siège rompu, l'attaque de la forteresse est dirigée avec impétuosité, heurtant à plusieurs reprises les énormes murs du complexe. Juan Pizarro, frère de Francisco et Hernando, meurt dans le combat acharné, recevant une forte pierre lancée depuis l'une des tours de la forteresse. De nombreux espagnols moururent de la même manière et durent se retirer du combat en direction de Cuzco.
Les combats avaient été si intenses que le nombre de flèches et de pierres tombant de la forteresse commença à diminuer. L'eau, de même, a commencé à diminuer et l'esprit des Incas a commencé à décliner. Le grand prêtre inca (es) (Villaq Umu) a décidé d'abandonner le combat, mais de nombreux capitaines ont décidé de rester. L'un d'eux était le célèbre "Cahuide (es)", également appelé "Inca Cullash", qui est mort après s'être jeté du haut de la tour Muyucmarca pour éviter de tomber entre les mains de l'ennemi.
Compte tenu de cela, les Espagnols ont apprécié qu'un grand nombre de soldats se retiraient, ils ont donc pressé avec une plus grande continuité jusqu'à ce qu'ils gagnent les terrasses et atteignent les tours de la forteresse. Au moment d'atteindre la deuxième tour, ils ont rencontré un capitaine de Cuzco qui allait d'un côté à l'autre avec une épée dans un bras et un bouclier et un maillet dans l'autre, gênant tout ennemi qui tentait de grimper l'échelle ou de jeter ses compagnons hors de l'endroit s'ils sombraient dans le désespoir.
Puis, lorsque Pizarro cria qu'on le fasse prisonnier, reconnaissant sa valeur, le guerrier jeta ses armes contre ses adversaires et, s'enveloppant dans son manteau, "se jeta dans le vide où il fut brisé en de nombreux morceaux".

## Résultat
Enfin, Hernando a pu reprendre le contrôle de la forteresse, avec laquelle l'élan des assiégeants était quelque peu contenu, mais pas l'intention, puisque la traque de Cuzco s'est poursuivie pendant de nombreux mois depuis la forteresse d'Ollantaytambo.